# Samarqand (tỉnh)
Tỉnh Samarqand (tiếng Uzbekistan: Samarqand viloyati) là một viloyat (tỉnh) của Uzbekistan nằm ở trung tâm của đất nước trong lưu vực sông Zarafshan. Tỉnh giáp với Tajikistan, tỉnh Navoiy, tỉnh Jizzakh và Qashqadaryo. Tỉnh có diện tích 16.400 km ². Dân số ước tính khoảng 2.322.000 người, với khoảng 75% dân số sinh sống ở nông thôn.
Tỉnh Samarqand được thành lập ngày 15 tháng 1 năm năm 1938, và được chia thành 14 huyện hành chính. Tỉnh lỵ là Samarqand. Các thị trấn lớn khác bao gồm Bulung'ur, Juma, Ishtixon, Kattaqo'rg'on, Urgut, và Oqtosh.
Khí hậu khu vực này có đặc trung lục địa thường khô cằn khí hậu.
Tỉnh Samarqand là trung tâm lớn thứ 2 cho nền kinh tế, văn hóa và khoa học của Uzbekistan, sau thủ đô Tashkent. Viện Khảo cổ học tại Viện Hàn lâm Khoa học Cộng hòa Uzbekistan có trụ sở tại Samarqand. Tỉnh Samarkand là một trung tâm du lịch quốc tế lớn của quốc gia này.
Tỉnh Samarqand cũng có nguồn tài nguyên thiên nhiên quan trọng, bao gồm cả vật liệu xây dựng như đá granit, đá cẩm thạch, đá vôi cacbonat, và đá phấn. Hoạt động nông nghiệp chính của tỉnh là bông và ngũ cốc phát triển, sản xuất rượu vang và dâu tằm. Về công nghiệp chế biến kim loại (phụ tùng cho xe ô tô và kết hợp), chế biến thực phẩm, dệt may, và các ngành công nghiệp đồ gốm đang hoạt động mạnh nhất trong khu vực.
Tỉnh có một cơ sở hạ tầng giao thông phát triển tốt, với hơn 400 km đường sắt và 4.100 km đường có rải nhựa. Cơ sở hạ tầng viễn thông cũng phát triển.

## Phân chia hành chính

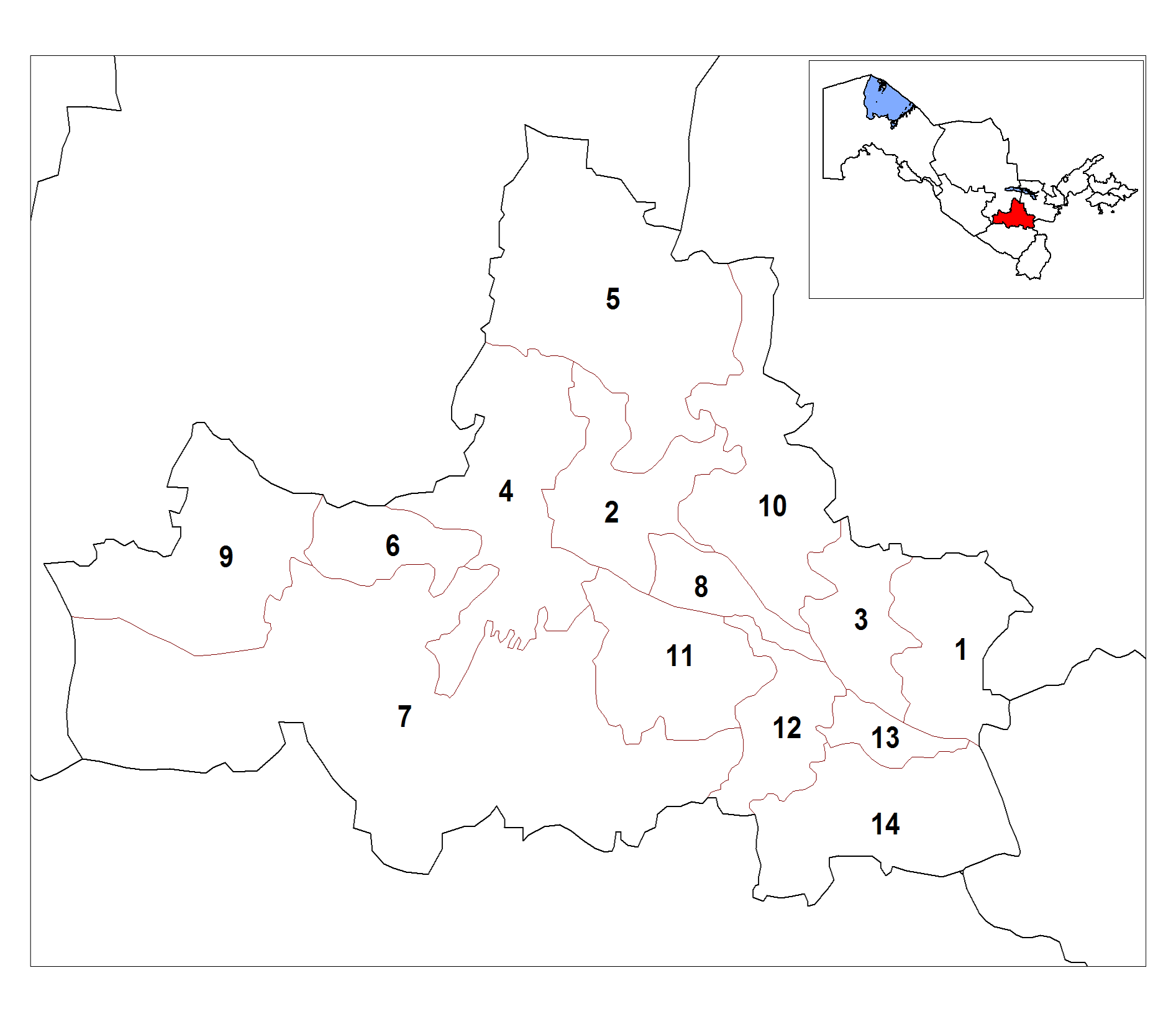
Các huyện của Samarqand

|    | Tên                 | Huyện lỵ  |
| -- | ------------------- | --------- |
| 1  | Bulungur (huyện)    | Bulungur  |
| 2  | Ishtikhon (huyện)   | Ishtikhon |
| 3  | Jomboy District     | Jomboy    |
| 4  | Kattakurgan (huyện) | Paishanba |
| 5  | Koshrabot (huyện)   | Koshrabot |
| 6  | Narpay (huyện)      | Oqtosh    |
| 7  | Nurobod (huyện)     | Nurobod   |
| 8  | Oqdarya (huyện)     | Laish     |
| 9  | Pakhtachi (huyện)   | Ziadin    |
| 10 | Payariq (huyện)     | Payariq   |
| 11 | Pastdargom (huyện)  | Juma      |
| 12 | Samarqand (huyện)   | Gulabad   |
| 13 | Toyloq (huyện)      | Toyloq    |
| 14 | Urgut (huyện)       | Urgut     |